# ظاهرة حويلة (القطن)
'

تعديل مصدري - تعديل

ظاهرة حويلة هي إحدى قرى عزلة القطن بمديرية القطن التابعة لمحافظة حضرموت، بلغ تعداد سكانها 52 نسمة حسب تعداد اليمن لعام 2004.